# Узбекистан на летних Паралимпийских играх 2004
Узбекистан на летних Паралимпийских играх 2004 в Афинах (Греция) был представлен одним спортсменом, но он не смог завоевать медаль. 

## Результаты выступлений

### Пауэрлифтинг
| Спортсмен    | Дисциплина | Результат           | Классифицировать    |
| ------------ | ---------- | ------------------- | ------------------- |
| Юсуп Кадыров | 75 кг      | не квалифицировался | не квалифицировался |